# Gérignoz
Der Gérignoz (auf der neueren Landeskarte Gérigno, da bei frankoprovenzalischen Namen des Schluss-Z nicht ausgesprochen wird) ist ein rund achteinhalb Kilometer langer, westlicher und linker Nebenfluss der Saane im Kanton Freiburg der Schweiz.

## Geographie

### Verlauf
Der Gérignoz entwässert einen Abschnitt des voralpinen Raums im Greyerzbezirk. Seine Quelle liegt im Hügelland des Gibloux im weiten Moorgebiet des Naturreservats Les Gurles/Les Communs de Maules im Gemeindegebiet von Sâles.
Rund einen Kilometer fliesst der Bach durch das geschützte Moorgebiet von Sâles und den entwässerten, ehemaligen Moorbereich auf dem Gebiet der Gemeinde Marsens. Er durchquert in östlicher Richtung das vom Bach selbst geschaffene schmale Tal, in welchem er mehrere kurze seitliche Bäche aufnimmt; der grösste davon ist der Ruisseau de l’Abbaye. Die Grenze zwischen den Gemeinden Marsens und Sorens liegt streckenweise im Bachbett.
Nördlich von Vuippens, einem Dorf in der Gemeinde Marsens, führt der Bach unter der Brücke der Autobahn A12 (Pont sur le Gérigno) und unter der Kantonsstrasse (Hauptstrasse 12) hindurch und erreicht unterhalb der Abwasserreinigungsanlage von Marsens den Greyerzersee.
Er mündet seit dem Aufstauen des Greyerzersees im mittleren Lauf der Saane in diesen See. Vorher war der Gérignoz nicht ein direkter Nebenfluss der Saane, sondern mündete in die Sionge, die kurz danach die Saane erreichte. Bei tiefem Wasserstand im Stausee fliesst das Wasser des Gérignoz gelegentlich wieder in das dann kurz freiliegende Flussbett der Sionge.

### Einzugsgebiet
Das 12,27 km² grosse Einzugsgebiet des Gérignoz wird über die Saane, die Aare und den Rhein zur Nordsee entwässert.
Es besteht zu 41,2 % aus bestockter Fläche, zu 52,3 % aus Landwirtschaftsfläche, zu 5,0 % aus Siedlungsfläche und zu 1,5 % aus unproduktiven Flächen.
Die Flächenverteilung
Die mittlere Höhe des Einzugsgebietes beträgt 922,3 m ü. M., die minimale Höhe liegt bei 694 m ü. M. und die maximale Höhe bei 1125 m ü. M.

### Zuflüsse
- Ruisseau de Chamufens (rechts), 2,7 km, 1,29 km²
- Ruisseau des Roseires (rechts), 1,1 km
- Ruisseau de l'Abbaye (Ruisseau de l'Areney) (links), 4,0 km, 2,09 km²

## Hydrologie
Bei der Mündung des Gérignoz in die Saane beträgt seine modellierte mittlere Abflussmenge (MQ) 230 l/s. Sein Abflussregimetyp ist nivo-pluvial préalpin und seine Abflussvariabilität beträgt 20.